# IC 1553
IC 1553 је спирална галаксија у сазвјежђу Вајар која се налази на листи објеката дубоког неба у Индекс каталогу.
Деклинација објекта је - 25° 36' 32" а ректасцензија 0h 32m 40,0s. Привидна величина (магнитуда) објекта IC 1553 износи 13,4 а фотографска магнитуда 14,3. IC 1553 је још познат и под ознакама ESO 473-26, MCG -4-2-17, IRAS 00301-2553, PGC 1977.